# Taenitis pinnata
Taenitis pinnata là một loài thực vật có mạch trong họ Adiantaceae. Loài này được (J. Sm.) Holttum miêu tả khoa học đầu tiên năm 1959.